# DWA-M 260
DWA-M 260 ist ein Merkblatt zur Visualisierung und Auswertung von Prozessinformationen auf Abwasseranlagen  im Rahmen des Regelwerks der Deutschen Vereinigung für Wasserwirtschaft, Abwasser und Abfall. DWA-M 260 löst das Merkblatt ATV-DVWK-M 260 von 2001 ab. Die im Oktober 2017 erschienene Version ersetzt den Entwurf aus dem Jahr 2016.
DWA-M 260 behandelt folgende Themen:
- Datenstruktur und Datenerfassung
- Datenschnittstellen des Archivsystems
- Archive
- Bedienen und Beobachten
- Berichte und Auswertungen
- Instandhaltungsmanagement
- Systempflege